# Ipomoea lobata
Espèce
Ipomoea lobata, la mina lobée ou plumes d'indiens, est une espèce de plantes dicotylédones de la famille des Convolvulaceae, tribu des Ipomoeeae, originaire du Mexique.

## Description
Ce sont des plantes vivaces grimpantes, aux feuilles dentées et lobées, et aux fleurs rouges virant au jaune, groupées en grappes unilatérales.

## Usages
Cette espèce est souvent cultivée comme plante ornementale annuelle dans les régions tempérées pour sa floraison attrayante. Elle a été introduite dans de nombreuses régions tropicales et subtropicales du monde

## Synonymes
Selon The Plant List (15 décembre 2019) :
- Convolvulus mina Kuntze
- Ipomoea mina Voss
- Ipomoea versicolor Meisn.[2]
- Mina cordata Micheli
- Mina lobata Cerv.
- Quamoclit lobata (Cerv.) House
- Quamoclit pallescens Brongn. ex Neumann